# Пољска
Пољска (пољ. Polska), званично Република Пољска (пољ. Rzeczpospolita Polska), држава је у средњој Европи. Геополитички припада источној Европи и граничи се са руском ексклавом (Калињинградском облашћу) и Литванијом на североистоку, Белорусијом и Украјином на истоку, Словачком и Чешком на југу и Немачком на западу, док на северу излази на Балтичко море. Пољска је чланица Европске уније и НАТО пакта. Укупна површина Пољске је 312.679 km², што је чини 69. на списку највећих држава света и 9. највећом у Европи. У Пољској живи више од 38 милиона људи, по чему је 34. у свету и 8. у Европи.
За годину оснивања Пољске се узима 966. година када је њен владар кнез Мјешко  прихватио хришћанство. Краљевина Пољска је 1569. склапањем Лублинске уније ушла је у дуготрајни савез са Великом кнежевином Литванијом, чиме је основана моћна и пространа Државна заједница Пољске и Литваније. Заједница је нестала 1795, а територију Пољске су поделиле Пруска, Руска Империја и Аустрија. Пољска је своју самосталност обновила 1918. након Првог светског рата, да би је поново изгубила у Другом светском рату. Пољска је у рату изгубила око 6 милиона грађана, а из рата је изашла у значајно промењеним границама. Послератна Народна Република Пољска била је у оквиру Источног блока, под јаким совјетским утицајем. За време револуција 1989. комунистичка власт је укинута.
Пољска је унитарна држава, коју чини 16 војводстава.

## Етимологија имена
Име Пољска потиче од племена Пољана, који су насељавали територију данашње Великопољске. Реч Пољани (Polanie) може да се протумачи као „они који живе на пољима“. Може да се претпостави да је главно занимање тог племена била земљорадња, док је код осталих племена, нпр. Вислана и Мазовшана било другачије јер су насељавали шумске терене.
У прошлости су коришћени латински термини terra Poloniae — пољска земља или Regnum Poloniae — пољско царство. Име Пољска (Polska) почиње да се користи у XI веку. Земља Пољана је у XIV веку називана Старопољска (Staropolska), а касније Великопољска (Wielkopolska). Јужне земље су због контраста називане Малопољска (Małopolska).
Остала имена Пољске: (Lechia, персијски језик Lachistan, литвански Lenkija) и Пољака (рус. Лях, мађ. Lengyel) потичу од имена племена Леђана, за које се сматра да су живели у садашњем југозападном делу Пољске.
Реч жечпосполита (rzeczpospolita) означава републику и користи се искључиво у контексту Пољске, за све остале земље користи се реч република.

## Географија
Пољска територија се састоји из пет географских подручја. На северозападу уз балтичку обалу Поморја и Гдањског залива налазе се бројне морске превлаке, приобалне дине, језера, реке и канали. Скоро сасвим праву линију обале разбијају Шчећински, Пуцки и Вислански залив. На северу и у централном делу Пољске су се формирале равнице током леденог доба. Тако су настале четири велике равнице: Мазурска, Кашупска, Поморска и Великопољска. Ови предели су благо брдовите морене у којима постоје бројна језера. Јужно од равница је подручје широких речних долина Шлеске и Мазовије. Посебно је карактеристично лесно тле у региону Лублина на коме су видљиви значајни ефекти ерозије. Још јужније простиру се предели пољских планина средње висине: Бескиди, Судети, Светокрижке планине и Татра Планине — највећи опсег од читавих Карпата.

### Границе
Дужина пољских граница износи 3511 km, а од тога 440 отпада на морску границу (обала Балтичког мора).
Пољска се граничи на:
- западу са Немачком (467 km),
- на југу са Чешком (796 km) и Словачком (541 km),
- на истоку са Украјином (535 km) и Белорусијом (418 km),
- на северу са Литванијом (104 km) и Русијом (Калињинградска област) (210 km).

### Рељеф
Пољска има 70 врхова са преко 2.000 m надморске висине и сви они се налазе у планинама Татре. Ово подручје се у Пољској дели на област Високих и Западних Татри. То је највиши планински ланац Пољске и Карпата. Са 2.499 m највиши је врх Риси (Rysy). Други по висини је ланац Бескида (највиши врх: 1.725 m). Највиши врх Судета је Сњежка (Śnieżka) са 1.602 m.
Најнижа тачка Пољске је на -2 метра надморске висине код Елблага.
Део обале Балтичког мора који припада Пољској дуг је 528 km. Простире се од места Свиноујшће на острвима Уседом и Волин на западу, до места Криница Морска на Висланској превлаци на истоку. Пољска морска обала је великим делом равна и пешчана, и њу су обликовале морске струје и стални западни ветрови. Ту постоје многе литице, пешчане дине и превлаке, а за копно су карактеристичне баре и језера. Пример је Лебско језеро у Словиначком националном парку. Најпознатије превлаке су полуострво Хел и Висланска превлака. Највеће пољско острво је Волин. Највећи лучки градови су Гдиња, Гдањск, Шчећин и Свиноујшће. Позната летовалишта су: Сопот, Колобжег, Леба, Владиславово и полуострво Хел.

### Воде
Најдуже реке Пољске су Висла (1.047 km), гранична река Одра (854 km), Варта (808 km) и Буг (772 km) која чини источну границу земље. Висла и Одра се уливају у Балтичко море. Неке мање реке у Судетима припадају сливу Лабе, односно Северног мора. Река Орава у Бескидима се преко реке Ваг улива у Дунав, док се неке мале реке у западним Карпатима преко Дњестра уливају у Црно море.
Реке Пољске се вековима користе за пловидбу. Својим дугим лађама Викинзи су пловили на своје пљачкашке походе рекама Висла и Одра. У средњем и новом веку, транспорт жита и пољопривредних производа из Пољско-литванске државе рекама до Данцига (Гдањска) и даље у западну Европу био је један од најзначајнијих трговачких путева. О времену просперитета сведоче ренесансни и барокни споменици у градовима дуж ових река.
Пољска има око 10.000 језера површине веће од једног хектара, и по томе је једна од језерима најбогатијих држава света. У Европи само Финска има више језера по јединици површине. Највећа језера површине веће од 100 km2 су Сњардви и Мамри у Мазурији, као и Лебско и Дравско језеро у Поморју. Поред језера у равницама на северу, постоје и планинска језера у Татрама, од којих је Морскије Око површински највеће (34,9 хектара). Најдубље језеро је Хањча са 108,5 m дубине, у Подласком војводству.
Шуме покривају 29,2% површина. Преко половине територије се користи за пољопривреду, од чега највише за ратарство. Сточарство је заступљено у брдско-планинским подручјима. Преко 1% укупне површине (3.145 km²) отпада на 23 национална парка. По овоме Пољска заузима прво место у Европи. Већина пољских националних паркова налази се на југу земље. Поред њих, заштићене су и области река, језера и мочвара у централном делу земље, као и обале на северу.

### Флора и фауна
У Пољској живе неке животиње које су изумрле у остатку Европе, као што су: бизони у прашуми Бјаловјежа, мрки медведи у Бјаловјежи, Татрама и Карпатима, вукови и рисови у шумским подручјима, лосови на северу Пољске, даброви у Мазурији и Поморју. У шумама се сусрећу јелени и дивље свиње. На истоку Пољске постоје недирнуте прастаре шуме, од којих је најпознатија Бјаловјежа. Велика шумска подручја постоје и на планинама, у Мазурији, Поморју и доњој Шлеској.
Пољска је најважније подручје за размножавање европских птица селица. Четвртина свих птица које лети стигну у Европу, излеже птиће у Пољској, највише у обалским пределима и заштићеним мочварама река Бебжа, Нарев и Варта. У Мазурији има села где живи више рода него људи.

### Клима
Клима Пољске је умерена и варира од океанске на северозападу до континенталне на југоистоку. Планински јужни рубови се налазе у оквиру алпске климе. Пољску карактеришу топла лета, са средњом температуром од око 20 °C (68,0 °F) у јулу, и умерено хладне зиме у просеку −1 °C (30,2 °F) у децембру. Најтоплији и најсунчанији део Пољске је Доња Шлезија на југозападу, а најхладнији регион је североисточни угао, око Сувалкија у покрајини Подласкје, где на климу утичу хладни фронтови из Скандинавије и Сибира. Падавине су чешће током летњих месеци, а највише падавина има од јуна до септембра.
Годишња доба могу се разликовати сваке године. Климатске промене и други фактори додатно су допринели међугодишњим топлотним аномалијама и повећаним температурама; просечна годишња температура ваздуха између 2011. и 2020. године износила је 9,33 °C (48,8 °F), око 1,11 °C више него у периоду 2001–2010. Зиме су такође све сушније, са мање суснежице и снежних падавина.
- Климатски дијаграм Гдиње
- Климатски дијаграм Варшаве
- Климатски дијаграм Кракова
- Климатски дијаграм Закопана

## Историја

### Праисторија
Најчувенији археолошки налаз из пољске праисторије је утврђено насеље Бискупин, који потиче из времена Лужичке културе из раног гвозденог доба, од око 700. п. н. е.
Историчари претпостављају да су током касне антике на територији данашње Пољске живеле многе различите етничке групе. Тачна етничка и лингвистичка припадност тих група је била предмет великих дебата. Посебно су места и време постојања првобитних насеља словенских племена била предмет великих контроверзи.

### Династија Пјастовића (966—1385)
Пољска племена су у раном средњем веку живела између река Висле и Одре. Та племена ујединио је кнез Мјешко  у 10. веку. Он је био први познати владар из династије Пјастовића. За његова владања Пољаци су примили хришћанство, а пољска држава признала власт Светог римског царства. Мјешко је основао и прву пољску бискупију у Познању.
За владавине Болеслава Храброг (992—1027) Пољска се проширила на област Лужице, Чешке, Моравске и Словачке. Болеслав II (1058—1079) је изузео Пољску испод власти Светог римског царства и прогласио се краљем чиме је Пољска постала слободна краљевина.
Од времена владања Болеслава III (1102—1138) Пољаци су почели да воде дуготрајне ратове против припадника Немачког витешког реда (Тевтонаца) који у 12. веку отимају Пољској подручја Помераније од ушћа Висле до Гдањска. Тим је освајањима Пољској запречен пут до Балтичког мора. Након његове смрти Пољска је у сталним сукобима с Бранденбургом и Тевтонцима, а у тим је сукобима изгубила западно Поморје, Велику Пољску, Гдањско приморје и југ државе.
Од 12. до почетка 15. века Пољска нагло слаби, осамостаљују се поједине кнежевине, а Немци се шире на пољска подручја. Њиховим доласком ничу градови и села и подстиче се привредни развитак. 1241. године у Пољску су провалили Татари који су похарали јужне пределе Пољске које су пољски владари насељавали Немцима. Тих година високи сталежи преузимају немачки језик и обичаје, а како су се Немци населили и уз погранична подручја Пољске, полако Пољска долази под немачки утицај. 1300. године пољско племство бира чешког краља Вацлава II за краља Пољске како би се успешније одупрли немачком продору, али то није успело. Након његове смрти 1305. године распала се персонална уније између Пољске и Чешке.
Процес за уједињавање пољских земаља започео је у 14. веку краљ Владислав I (1306—1333) који је Пољској поново припојио Краков и Велику Пољску. Јачање Пољске наставља Казимир III (1333—1370) који подстиче развитак пољских градова поспешивањем развитка трговине и занатства. Он кодификује пољско право (Statut Wislicki), подстиче колонизацију ненасељених пољских подручја, те спроводи финансијске и управне реформе. Основао је и Краковски универзитет и утемељио Краљевски врховни суд у Кракову. Он је био последњи пољски владар из династије Пјастовића, а након његове смрти на пољски престо долази краљ Лудовик I Анжујски из династије угарских Анжујаца који је био сестрић Казимира III. Након његове смрти на власт долази његова кћи Јадвига која се удала за литванског кнеза Владислава Јагела који је владао Пољском као Владислав II (1386—1434).

### Династија Јагеолонаца (1385—1569)
Избором за пољског краља, он је примио хришћанство и успоставио Пољско-литванску унију. Након успостављања те уније, Пољска је уз помоћ Литваније успела да спречи продор Немаца. 1410. године у бици крај Гринвалда и Тонберга тешко су поразили Тевтонце. Након смрти Владислава II, на власт долази Владислав III (1434—1444) Познат је и под називом Владислав Варненчик јер је 1444. погинуо у битки крај Варне.
Њега је наследио Казимир IV (1447—1492) из династије Јагеловића који је ограничио своју власт успоставом Државног сабора (сејм) и који је приморао племство на плаћање пореза. Створио је јаку пољску државу освајањем западне Пруске, Молдавије и источног Поморја.
У 16. веку Пољска улази у раздобље унутрашњих сталешких борби, па је краљ био приморан да донесе Родомску конституцију према којој закони могу да се донесу само уз пристанак малог и средњег племства (шљахте).

### Пољско-литванска унија
1569. године закључен је Лублински споразум према којем шљахта бира краља, а Пољска и Литванија чине реалну унију.
Након смрти Стефана Баторија (1575—1586), Пољска је поново ојачала доласком на власт Жигмунда III (1587—1632) из шведске династије Васа, али јој је моћ ослабила за владавине Јана II Казимира који је ратовао против Русије и Шведске. Пољска у другој половини 17. века ратује и са Турцима и у тим ратовима губи Подолију и велика подручја на десној обали Дњепра. Та су јој подручја враћена Миром у Сремским Карловцима, јер је Пољска помогла у одбрани Беча од турских напада.
Победе Пољске над Турцима нису ојачале краљеву власт, а самовоља шљахте постала је све израженија. 1652. године изгласан је закон Либерум вето којим је озакоњена феудална анархија у Пољској. Тим је законом сваки члан једнодомне скупштине у Пољској (сејм) могао да спречи доношење било каквог закона.

### Поделе Пољске
У ратовима против Шведске и Русије у другој половини 17. века, Пољска губи велики део својих територија. 1697. године саксонски кнежеви постају краљеви Пољске, чиме долази до краја пољске независности. Крајем 18. века Пољска је подељена између Русије, Аустрије и Пруске и престаје да постоји као држава. Након 1815. некадашње пољске земље долазе под руску власт као Конгресна Пољска и од 1863. године Пољска је руска провинција и предмет интензивне русификације.

### Од 1918. до данас
Пољска је опет успостављена као независна држава након Првог светског рата. Године 1939. подељена је надвоје између Немачке и Совјетског Савеза. Након Другог светског рата, Пољска је добила нова подручја на западу, али је изгубила двоструко већа подручја на истоку.
Земља је била део комунистичког Источног блока под контролом Совјетског Савеза до 1980-их година, када је кренуо покрет „Солидарност“, који је победио на парламентарним изборима 1989. године, те је уведена демократија.
Пољска је 1999. године ушла у НАТО савез, а 1. маја 2004. придружила се Европској унији.
Пољска се придружила шенгенском простору 2007. године, као резултат тога, границе земље са другим државама чланицама Европске уније су демонтиране, омогућавајући пуну слободу кретања унутар већег дела Европске уније. Председник Пољске Лех Качињски је 10. априла 2010. године, заједно са још 89 високих пољских званичника, погинуо у авионској несрећи у близини Смоленска у Русији.
Године 2011. владајућа Грађанска платформа победила је на парламентарним изборима. 2014. године премијер Пољске Доналд Туск изабран је за председника Европског савета и поднео је оставку на место премијера. На изборима 2015. и 2019. победила је конзервативна партија Право и правда (ПиС) коју је предводио Јарослав Качињски, што је резултирало повећаним евроскептицизмом и повећаним трењем са Европском унијом. Матеуш Моравјецки је у децембру 2017. положио заклетву као нови премијер, наследивши Беату Шидло, на функцији од 2015. године. Председник Анџеј Дуда, уз подршку странке Право и правда, реизабран је тесно на председничким изборима 2020. године. Инвазија Русије на Украјину довела је до тога да је 6,9 милиона украјинских избеглица стигло у Пољску.

## Политика
Пољска је унитарна парламентарна република и представничка демократија, са председником као шефом државе. Извршну власт даље врше Вијеће министара и премијер који је шеф владе. Појединачне чланове савета бира премијер, именује председник и одобрава парламент. Шеф државе се бира народним гласањем на петогодишњи мандат. Актуелни председник је Карол Навроцки, а премијер Доналд Туск.
Законодавна скупштина Пољске је дводомни парламент који се састоји од 460-чланог доњег дома (Сејм) и 100-чланог горњег дома (Сената). Сејм се бира по пропорционалној заступљености према Д’Онтовом систему за конверзију гласова у посланичка места. Сенат се бира по изборном систему "први-па-пост", при чему се из сваке од сто изборних јединица враћа по један сенатор. Сенат има право да измени или одбије статут који је донео Сејм, али Сејм може поништити одлуку Сената већином гласова.
Са изузетком партија етничких мањина, у Сејм могу ући само кандидати политичких партија који добију најмање 5% од укупног броја националних гласова. И доњи и горњи дом парламента у Пољској се бирају на четворогодишњи мандат и сваком члану пољског парламента гарантује се посланички имунитет. Према садашњем законодавству, особа мора да има 21 годину или више да би преузела функцију заменика, 30 или више да би постала сенатор и 35 година да би се кандидовала на председничким изборима.
Чланови Сејма и Сената заједнички чине Народну скупштину Републике Пољске. Народна скупштина, на челу са маршалом Сејма, формира се у три наврата – када нови председник положи заклетву; када је оптужница против председника подигнута Државном суду; и у случају проглашења трајне спречености председника за вршење дужности због здравственог стања.
Најважније политичке партије у пољској су
Право и правда, Грађанска платформа, Пролеће, Савез демократске левице, PD, PSL, Унија Рада, Социјалдемократија Пољска, Пољска Народна партија, Зелени 2004

## Оружане снаге
Пољска Војска (пољ. Wojsko Polskie, WP) чини оружане снаге Пољске. Обавезна је од добијања самосталности 1918. године.
Оружане снаге Пољске се састоје од пет родова – Копнене војске, Морнарице, Ваздухопловства, Специјалних снага и Снага Територијалне одбране. Војска је подређена Министарству националне одбране Републике Пољске. Међутим, њен главнокомандујући у мирнодопским условима је председник, који предлаже официре, министра за народну одбрану и начелника штаба. Пољска војна традиција се генерално обележава поводом Дана оружаних снага, који се обележава сваке године 15. августа. Од 2022. године, Оружане снаге Пољске имају укупну снагу од 114.050 активних војника, са још 75.400 активних у жандармерији и одбрамбеним снагама.
Пољска троши 2% свог БДП-а на одбрану, што је еквивалентно приближно 14,5 милијарди америчких долара у 2022. години, са планираним повећањем на 29 милијарди долара у 2023. Пољска ће од 2022. године потрошити 110 милијарди евра на модернизацију својих оружаних снага, у блиској сарадњи са америчким, јужнокорејским и локалним пољским произвођачима одбране. Такође, пољска војска ће повећати своју величину на 250.000 војних и официра и 50.000 припадника одбрамбених снага. Према СИПРИ, земља је у 2020. извезла оружје и наоружање у иностранство у вредности од 487 милиона евра.
Обавезни војни рок за мушкарце, који су претходно морали да служе девет месеци, укинут је 2008. године. Пољска војна доктрина је истоветна доктрини њених партнера у НАТО-у и земља је активно домаћин војним вежбама НАТО-а. Од 1953. године, земља је дала велики допринос разним мировним мисијама Уједињених нација, и тренутно одржава војно присуство на Блиском истоку, у Африци, балтичким државама и југоисточној Европи.

## Административна подела
Пољска је подељена на 16 области које се називају Војводства (województwa):
- Варминско-Мазуријско (Warmińsko-Mazurskie)
- Великопољско
- Доње Шлеско
- Западно Поморје
- Кујавско-Поморје
- Лођ
- Лублин (Lubelskie)
- Лубуш (Lubuskie)
- Мазовско (Mazowieckie)
- Малопољско
- Опоље (Opolskie)
- Поткарпатје (Podkarpackie)
- Подласко (Podlaskie)
- Поморје
- Светокришко (Świętokrzyskie)
- Шлеско

Војводства су даље подељена на повјате којих има 379, а они на општине којих има 2.478.

## Становништво
Види још: Пољаци
| Становништво Пољске | Становништво Пољске | Становништво Пољске | Становништво Пољске | Становништво Пољске | Становништво Пољске |
| Година              | Становништво        | Промена %           | Година              | Становништво        | Промена %           |
| ------------------- | ------------------- | ------------------- | ------------------- | ------------------- | ------------------- |
| 1846                | 11.107.000          | -                   | 1960                | 29.776.000          | 19,1%               |
| 1911                | 22.110.000          | 99,1%               | 1970                | 32.642.000          | 9,6%                |
| 1921                | 27.177.000          | 22,9%               | 1978                | 35.061.000          | 7,4%                |
| 1931                | 32.107.000          | 18,4%               | 1988                | 37.879.000          | 8,0%                |
| 1938                | 34.849.000          | 8,5%                | 1990                | 38.183.000          | 0,8%                |
| 1946                | 23.930.000          | -31,3%              | 1995                | 38.610.000          | 1,1%                |
| 1950                | 25.008.000          | 4,5%                | 2000                | 38.654.000          | 0,1%                |

Становништво Пољске је најгушће насељено на југу, а најређе на северозападу и североистоку земље. Према подацима из 2021. године, 60% људи живи у градовима, од тога 42 града имају више од сто хиљада становника, а 6 градова више од петсто хиљада.
Пољску је некада сачињавао велики број народа, култура и вера. Други светски рат и територијални помак на запад хомогенизовали су становништво. Данас Пољаци чине 98% становника, а главне мањине су Немци, Украјинци и Белоруси.
Пољаци спадају у словенске народе. Говоре пољским језиком. Делу Пољака матерњи језик је Кашупски језик веома сличан пољском. Пољски језик је званичан језик иако је по закону о националним мањинама омогућено коришћење матерњег језика. По попису из 2021. године 97% становника Пољске говори пољски. Најзаступљенији језици мањина су: немачки, украјински, белоруски, ромски и руски.

### Демографске статистике
| (2012)                           |                                               |
| Број становника                  | 38.533.789                                    |
| Становништво по годишту          |                                               |
| 0 — 14 година                    | 15,1% (мушкараца 2.980.026; жена 2.828.298)   |
| 15 — 64 година                   | 70,9% (мушкараца 13.614.652; жена 13.707.173) |
| преко 64 године                  | 14% (мушкараца 2.056.763; жена 3.346.877)     |
| Средња старост                   |                                               |
| У целој популацији               | 36,43 година                                  |
| Мушкараца                        | 34,52 година                                  |
| Жена                             | 38,49 година                                  |
| Природни прираштај               | 0,028%                                        |
| Број рођених на 1.000 становника | 10,78                                         |
| Број умрлих на 1.000 становника  | 10,01                                         |
| Становништво по полу             |                                               |
| при рођењу                       | 1,06 мушкараца/жени                           |
| испод 15 година                  | 1,05 мушкараца/жени                           |
| 15 — 64 година                   | 0,99 мушкараца/жени                           |
| изнад 64 година                  | 0,62 мушкараца/жени                           |
| У целој популацији               | 0,94 мушкараца/жени                           |
| Очекивана дужина живота          |                                               |
| У целој популацији               | 74,74 година                                  |
| Мушкараца                        | 70,71 година                                  |
| Жена                             | 79,03 година                                  |

По подацима светске здравствене организације из 2003. године:
- Очекивана дужина живота: Пољска заузима 28. место у Европи.
- Очекивана дужина живота: Пољска је такође на 28. месту у Европи.

### Етничка припадност
Према попису из 2011. године, 37.310.341 становника изјаснило се као Пољаци, 846.719 се изјаснило као Шлезијци, 232.547 као Кашуби и 147.814 као Немци. Осталих је било 163.363 (0,41% популације), а 521.470 становника није дало огдовор. Попис није укључио више од 1,7 млн. украјинских радника који имају стално пребивалиште у Пољској (2017).
Број миграната полако расте; влада је одобрила 504.172 захтева за рад у Пољској 2021. године.

### Језик
Пољски је језик са највећим бројем говорника у Пољској. Такође се користи као мањински језик у деловима суседне Литваније. Иако 97% прича пољски језик као матерњи, постоји 15 мањинских језика. Кашупски језик говори око 100.000 људи у Кашубији и Померанији. Око 32% становништва зна да прича енглески језик (2015).

### Религија
Од Другог светског рата, масовног пресељења становништва и померања тежишта пољске државе на запад, Пољска је готово сасвим католичка земља. Према попису становништва из 2021, 71,3% становништва су римокатолици, од тога око 28% активни верници, 6,9% су атеисти,а 20,6% становништва није се изјаснило. Око 1,3% Пољака су православни хришћани, 0,3% су јеховини сведоци, 0,2% су гркокатолици, 0,2% евангелисти. Пре рата је у Пољској живела највећа европска заједница Јевреја са око 3,3 милиона припадника, од којих је већина страдала у холокаусту, а малобројни преживели су већином емигрирали у Израел. Данас у Пољској живи око 5.000 Јевреја. Већ неколико векова у северозападној Пољској живи мала заједница од око 5.000 Татара муслимана. Укупан број муслимана у Пољској је 15-25 хиљада.
Покојни папа Јован Павле II (1920—2005) је изузетно цењен у Пољској. Пре избора за папу, он је под крштеним именом Карол Војтила служио као надбискуп Кракова и одиграо значајну политичку улогу у рушењу комунистичког система у Пољској.

### Градови Пољске
| Извор: Central Statistical Office population report for 2011 | Извор: Central Statistical Office population report for 2011 | Извор: Central Statistical Office population report for 2011 | Извор: Central Statistical Office population report for 2011 | Извор: Central Statistical Office population report for 2011 | Извор: Central Statistical Office population report for 2011 | Извор: Central Statistical Office population report for 2011 | Извор: Central Statistical Office population report for 2011 | Извор: Central Statistical Office population report for 2011 | Извор: Central Statistical Office population report for 2011 |
|                                                              | №                                                            | Град                                                         | Војводство                                                   | Популација                                                   | №                                                            | Град                                                         | Војводство                                                   | Популација                                                   |                                                              |
| ------------------------------------------------------------ | ------------------------------------------------------------ | ------------------------------------------------------------ | ------------------------------------------------------------ | ------------------------------------------------------------ | ------------------------------------------------------------ | ------------------------------------------------------------ | ------------------------------------------------------------ | ------------------------------------------------------------ | ------------------------------------------------------------ |
| Варшава Краков                                               | 1.                                                           | Варшава                                                      | Мазовско                                                     | 1.720.398                                                    | 11.                                                          | Бјалисток                                                    | Подласко                                                     | 295.198                                                      | Лођ Вроцлав                                                  |
| Варшава Краков                                               | 2.                                                           | Краков                                                       | Малопољско                                                   | 756.183                                                      | 12.                                                          | Гдиња                                                        | Поморско                                                     | 247.324                                                      | Лођ Вроцлав                                                  |
| Варшава Краков                                               | 3.                                                           | Лођ                                                          | Лођско                                                       | 737.098                                                      | 13.                                                          | Ченстохова                                                   | Шлеско                                                       | 238.042                                                      | Лођ Вроцлав                                                  |
| Варшава Краков                                               | 4.                                                           | Вроцлав                                                      | Доњешлеско                                                   | 632.996                                                      | 14.                                                          | Радом                                                        | Мазовско                                                     | 222.496                                                      | Лођ Вроцлав                                                  |
| Варшава Краков                                               | 5.                                                           | Познањ                                                       | Великопољско                                                 | 551.627                                                      | 15.                                                          | Сосновјец                                                    | Шлеско                                                       | 217.638                                                      | Лођ Вроцлав                                                  |
| Варшава Краков                                               | 6.                                                           | Гдањск                                                       | Поморско                                                     | 456.967                                                      | 16.                                                          | Торуњ                                                        | Кујавско-поморско                                            | 205.312                                                      | Лођ Вроцлав                                                  |
| Варшава Краков                                               | 7.                                                           | Шчећин                                                       | Западнопоморско                                              | 405.606                                                      | 17.                                                          | Кјелце                                                       | Светокришко                                                  | 203.804                                                      | Лођ Вроцлав                                                  |
| Варшава Краков                                               | 8.                                                           | Бидгошч                                                      | Кујавско-поморско                                            | 356.177                                                      | 18.                                                          | Гљивице                                                      | Шлеско                                                       | 195.472                                                      | Лођ Вроцлав                                                  |
| Варшава Краков                                               | 9.                                                           | Лублин                                                       | Лублинско                                                    | 348.450                                                      | 19.                                                          | Забже                                                        | Шлеско                                                       | 186.913                                                      | Лођ Вроцлав                                                  |
| Варшава Краков                                               | 10.                                                          | Катовице                                                     | Шлеско                                                       | 306.826                                                      | 20.                                                          | Битом                                                        | Шлеско                                                       | 181.617                                                      | Лођ Вроцлав                                                  |

## Привреда
Дана 12. септембра 1989, некадашњи шеф покрета Солидарност Тадеуш Мазовјецки формирао је прву некомунистичку владу Пољске од 1948.
Потпредседник владе и министар финансија био је Лешек Балцеровиц који је руководио преласком привреде са планске на тржишну. Овај план, познат под именом шок терапија, контролисаном хиперинфлацијом је уништио дотадашњу пољску привреду и увео тржишне услове. Привредна политика Пољске од тада до данас се заснива на принципима неолиберализма у привреди.
После прве тешке фазе транзиције праћене јаком инфлацијом, девалвацијом националне валуте, затварањем предузећа и снажним растом незапослености, ова политика је омогућила развој и модернизацију пољске привреде. До економског раста је дошло 1993. када се повећао и ниво благостања, што је довело до повећања потрошње, ниже инфлације и стабилизације злоте. Повећала се трговина са иностранством као и стране инвестиције.
Пољски привредни раст узрокован шок терапијом наставио се до 1997. када је стопа незапослености пала испод 10%. После тога појавили су се нови економски проблеми; стопа незапослености од 20% је достигнута 2004, а до 2007. је пала на 12%. Од приступања ЕУ велики број пољских радника је нашао запослење на западу, нарочито на Британским острвима. Овај тренд је заустављен до 2008.
Термоцентрале које троше угаљ или лигнит стварају 94% електричне енергије Пољске.

### Привреда у бројкама
- Бруто домаћи производ (2008) : 666,05 милијарди $[45]
  - привредни раст 2008. : 4,9%
  - средњи привредни раст 1990—2006 : 4,73%
  - учешће по секторима 2003:
    - пољопривреда-шумарство : 3%
    - грађевина : 7%
    - транспорт : 7%
    - индустрија : 22%
    - трговина и услуге : 56%
    - остало : 5%
- стопа инфлације : 3% (октобар 2007)
- приход по становнику : 17.481 $[45] (2008), Варшава — 37.000 $ (2005)
- стопа незапослености : 7,3% (јул 2008), Варшава — 5,7% (новембар 2005),
- спољна трговина (2004) : 92.720.000.000 $ извоза и 95.670.000.000 $ увоза

Најважнији привредни партнер Пољске је Немачка. Остали важни привредни партнери су: Француска, Италија, Русија, Велика Британија, Чешка, Кина и Холандија.
- јавни дуг у односу на БДП : 47% (2005)
- каматна стопа : 6,5% (16. фебруар 2005)
- курс злоте : 1 € = 4,6435  ; 1 $ = 3,6283 PLN (10. април 2009)

## Култура
Пољска култура је претрпела утицаје и са истока и са запада. То је видљиво у пољској архитектури, фолклору, књижевности и ликовним уметностима. У Пољској су рођени: папа Јован Павле II, физичар и хемичар Марија Склодовска Кири, астроном Никола Коперник, композитори Фредерик Шопен и Кшиштоф Пендерецки, сликар Јан Матејко.
Пољски народни плесови мазурке и полонезе су у уметничким обрадама стекли велику популарност у 19. веку широм Европе.
Пољска књижевност се зачела око 1100. Њени најсјајнији представници су: Јан Кохановски, Адам Мицкијевич, Хенрик Сјенкјевич, Станислав Виспјански, Болеслав Прус, Јулијус Словацки, Станислав Лем, Чеслав Милош, Олга Токарчук и Вислава Шимборска.
Градови Пољске илуструју широк спектар европских историјских архитектонских стилова, од романике до модерне. Историјска језгра Варшаве и Кракова су примери развоја архитектуре од средњег века, преко ренесансе и барока, и касније. У више места сачуване су средњовековне тврђаве и грађевине, на пример у Торуњу и Малборку. Замошћ је пример града грађеног по ренесансном идеалу. Барокне цркве постоје у градовима широм Пољске. Лублински дворац припада правцу неоготичке архитектуре.
Пољска је земља одакле су потекли значајни филмски уметници: Роман Полански, Анджеј Вајда, Кшиштоф Кјешловски и Агњешка Холанд.

### Спорт
Мотоциклистички спидвеј, одбојка и фудбал су међу најпопуларнијим спортовима у земљи, са богатом историјом. Кошарка, рукомет, бокс, ММА, скијашки скокови, скијашко трчање, хокеј на леду, тенис, мачевање, пливање и дизање тегова су други популарни спортови. Златна ера фудбала у Пољској одвијала се током 1970-их и наставила се све до раних 1980-их када је пољска фудбалска репрезентација постигла своје најбоље резултате на свим такмичењима ФИФА Светског првенства и освојила треће место на турнирима 1974. и 1982. године. Тим је освојио златну медаљу у фудбалу на Летњим олимпијским играма 1972. и две сребрне медаље, 1976. и 1992. године . 2012. године Пољска је била судомаћин Европског првенства у фудбалу УЕФА.
Од јануара 2023, пољска мушка одбојкашка репрезентација је прва на свету. Тим је освојио златну медаљу на Летњим олимпијским играма 1976 . и златну медаљу на Светском првенству ФИВБ 1974, 2014. и 2018.
Пољска је остварила значајане резултате у мотоциклистичким спидвеј тркама. Највиша Екстралига дивизија има једну од највиших просечних посећености за било који спорт у Пољској. Репрезентација Пољске у спидвеју је један од главних тимова у међународном спидвеју. Појединачно, Пољска има три светска шампиона у Великој награди у спидвеју, а најуспешнији је троструки светски шампион Бартош Змарзлик који је освојио узастопно првенство 2019. и 2020., а трећи 2022. године. Пољска је 2021. године завршила као другопласирана у финалу светског првенства у спидвеју нација, одржаном у Манчестеру, 2021. године.
У 21. веку, Пољска је забележила раст популарности тениса и изнедрила је велики број успешних тенисера, укључујући светску број 1 Ига Свјонтек, освајача три гренд слем титуле појединачно (Отворено првенство Француске 2020., Отворено првенство Француске 2022. и УС Опен 2022); бивша 2. светска бројка Агњешка Радванска, победница 20 ВТА титула у синглу у каријери укључујући и финале ВТА 2015; 10 најбољих АТП играча Хуберт Хуркач; и бивши 1. светски играч у дублу, Лукаш Кубот, чије главни успеси у каријери укључују освајање две гренд слем титуле у дублу – Отворено првенство Аустралије 2014. и Вимблдон 2017. године. Пољска је такође освојила Хопман куп 2015. са Агњешком Радвањском и Јержијем Јановичем који су представљали земљу.
Пољаци су постигли значајна достигнућа у планинарењу, посебно на Хималајима и зимском успону на врхове преко осам хиљада метара. Пољске планине су једна од туристичких атракција земље. Планинарење, пењање, скијање и брдски бициклизам сваке године привлаче бројне туристе из целог света. Водени спортови су најпопуларније летње рекреативне активности, са великим бројем локација за пецање, вожњу кануом, кајаком, једрење и једрење на дасци, посебно у регионима земље.